# Vương quốc Ba Lan
Vương quốc Ba Lan (tiếng Latinh: Regnum Poloniae) là tên của nhà nước Ba Lan trong những năm 1000  đến năm 1795, và từ năm 1815 đến năm 1916, là tên chính thức một liên minh cá nhân với Đế quốc Nga. Người Đức và người Áo thiết lập Vương quốc nhiếp chính Ba Lan trong các phần do họ chiếm đóng trong Thế chiến I vào năm 1916. Việc này tồn tại cho đến năm 1918.
Vào năm 1000, Ba Lan trong đại hội Gniezno được Hoàng đế Otto III của Thánh chế La Mã và Giáo hoàng công nhận là một nước. Đến năm 1025, Bolesław I đăng quang làm vua Ba Lan ngay trước khi ông qua đời. Vương quốc Ba Lan sáp nhập với công quốc Litva sau này vào năm 1569 thành Liên bang Ba Lan và Lietuva. Nước này chấm dứt tồn tại năm 1795 với sự thoái vị của vua Ba Lan Stanisław II August dưới sự ép buộc của ba nước Nga, Áo và Phổ. Liên bang Ba Lan và Lietuva bị chia làm 3 phần: Phần của Nga bao gồm 120.000 km² và 1,2 triệu người với Vilnius, Phổ (với các tỉnh mới của Tân Đông Phổ và Tân Schlesien) 55.000 km² và 1 triệu người với Warszawa, và Áo 47.000 km² với 1,2 triệu người và Lublin và Kraków.